# Seznam dílů seriálu Ospalá díra
Toto je seznam dílů seriálu Ospalá díra. Americký hororový televizní seriál Ospalá díra vysílala od 16. září 2013 do 31. března 2017 stanice Fox.

## Přehled řad
| Řada | Díly | Premiéra v USA | Premiéra v USA  | Premiéra v ČR     | Premiéra v ČR     |
| Řada | Díly | První díl      | Poslední díl    | První díl         | Poslední díl      |
| ---- | ---- | -------------- | --------------- | ----------------- | ----------------- |
| 1    | 13   | 16. září 2013  | 20. ledna 2014  | 3. listopadu 2014 | 26. ledna 2015    |
| 2    | 18   | 22. září 2014  | 23. února 2015  | 6. července 2015  | 9. listopadu 2015 |
| 3    | 18   | 1. října 2015  | 8. dubna 2016   | 18. července 2019 | 8. října 2019     |
| 4    | 13   | 6. ledna 2017  | 31. března 2017 | 9. října 2019     | 28. října 2019    |

## Seznam dílů

### První řada (2013–2014)
| Č. v seriálu | Č. v řadě | Původní název             | Český název            | Režie             | Scénář | Premiéra v USA     | Premiéra v ČR (Prima Cool) |
| ------------ | --------- | ------------------------- | ---------------------- | ----------------- | --- | ------------------ | -------------------------- |
| 1            | 1         | Pilot                     | Pilot                  | Len Wiseman       | námět: Roberto Orci, Alex Kurtzman, Phillip Iscove a Len Wiseman scénář: Alex Kurtzman, Roberto Orci a Phillip Iscove | 16. září 2013      | 3. listopadu 2014          |
| 2            | 2         | Blood Moon                | Krvavý měsíc           | Ken Olin          | Roberto Orci, Alex Kurtzman a Mark Goffman                                                                            | 23. září 2013      | 10. listopadu 2014         |
| 3            | 3         | For the Triumph of Evil   | Triumf zla             | John F. Showalter | námět: Phillip Iscove scénář: José Molina                                                                             | 30. září 2013      | 17. listopadu 2014         |
| 4            | 4         | The Lesser Key of Solomon | Klíčky Šalamouna krále | Paul Edwards      | Damian Kindler | 7. října 2013      | 24. listopadu 2014         |
| 5            | 5         | John Doe                  | Neznámý                | Ernest Dickerson  | Melissa Blake | 14. října 2013     | 1. prosince 2014           |
| 6            | 6         | The Sin Eater             | Pojídač hříchů         | Ken Olin          | námět: Aaron Rahsaan Thomas scénář: Alex Kurtzman a Mark Goffman                                                      | 4. listopadu 2013  | 8. prosince 2014           |
| 7            | 7         | The Midnight Ride         | Půlnoční jízda         | Doug Aarniokoski  | Heather V. Regnier | 11. listopadu 2013 | 15. prosince 2014          |
| 8            | 8         | Necromancer               | Nekromant              | Paul Edwards      | Mark Goffman a Phillip Iscove                                                                                         | 18. listopadu 2013 | 22. prosince 2014          |
| 9            | 9         | Sanctuary                 | Útočiště               | Liz Friedlander   | Damian Kindler a Chitra Elizabeth Sampath                                                                             | 25. listopadu 2013 | 29. prosince 2014          |
| 10           | 10        | The Golem                 | Golem                  | J. Miller Tobin   | námět: Alex Kurtzman scénář: Mark Goffman a Jose Molina                                                               | 9. prosince 2013   | 5. ledna 2015              |
| 11           | 11        | The Vessel                | Schránka               | Romeo Tirone      | námět: Mark Goffman a David McMillan scénář: Melissa Blake                                                            | 13. ledna 2014     | 12. ledna 2015             |
| 12           | 12        | The Indispensable Man     | Nepostradatelný muž    | Adam Kane         | námět: Sam Chalsen scénář: Damian Kindler a Heather V. Regnier                                                        | 20. ledna 2014     | 19. ledna 2015             |
| 13           | 13        | Bad Blood                 | Zlá krev               | Ken Olin          | Alex Kurtzman a Mark Goffman                                                                                          | 20. ledna 2014     | 26. ledna 2015             |

### Druhá řada (2014–2015)
| Č. v seriálu | Č. v řadě | Původní název            | Český název            | Režie            | Scénář                                                         | Premiéra v USA     | Premiéra v ČR (Prima Cool) |
| ------------ | --------- | ------------------------ | ---------------------- | ---------------- | -------------------------------------------------------------- | ------------------ | -------------------------- |
| 14           | 1         | This Is War              | Tohle je válka         | Ken Olin         | Mark Goffman                                                   | 22. září 2014      | 6. července 2015           |
| 15           | 2         | The Kindred              | Spřízněný              | Paul Edwards     | Mark Goffman a Albert Kim                                      | 29. září 2014      | 13. července 2015          |
| 16           | 3         | Root of All Evil         | Kořen všeho zlého      | Jeffrey Hunt     | Melissa Blake a Donald Todd                                    | 6. října 2014      | 20. července 2015          |
| 17           | 4         | Go Where I Send Thee...  | Krysař                 | Doug Aarniokoski | Damian Kindler                                                 | 13. října 2014     | 27. července 2015          |
| 18           | 5         | The Weeping Lady         | Plačící dáma           | Larry Teng       | M. Raven Metzner                                               | 20. října 2014     | 3. srpna 2015              |
| 19           | 6         | And the Abyss Gazes Back | A propast ho pohltí... | Doug Aarniokoski | Heather V. Regnier                                             | 27. října 2014     | 10. srpna 2015             |
| 20           | 7         | Deliverance              | Schránka               | Nick Copus       | Sam Chalsen a Nelson Greaves                                   | 3. listopadu 2014  | 17. srpna 2015             |
| 21           | 8         | Heartless                | Bez srdce              | David Boyd       | Albert Kim                                                     | 10. listopadu 2014 | 24. srpna 2015             |
| 22           | 9         | Mama                     | Máma                   | Wendey Stanzler  | Damian Kindler                                                 | 17. listopadu 2014 | 31. srpna 2015             |
| 23           | 10        | Magnum Opus              | Opus magnum            | Doug Aarniokoski | Donald Todd                                                    | 24. listopadu 2014 | 7. září 2015               |
| 24           | 11        | The Akeda                | Akeda                  | Dwight Little    | Mark Goffman                                                   | 1. prosince 2014   | 14. září 2015              |
| 25           | 12        | Paradise Lost            | Ztracený ráj           | Russell Fine     | M. Raven Metzner                                               | 5. ledna 2015      | 21. září 2015              |
| 26           | 13        | Pittura Infamante        | Prokletý obraz         | John Leonetti    | Melissa Blake                                                  | 19. ledna 2015     | 5. října 2015              |
| 27           | 14        | Kali Yuga                | Vertala                | Doug Aarniokoski | námět: Heather V. Regnier scénář: Sam Chalsen a Nelson Greaves | 26. ledna 2015     | 12. října 2015             |
| 28           | 15        | Spellcaster              | Zaklínač               | Paul Edwards     | Albert Kim                                                     | 2. února 2015      | 19. října 2015             |
| 29           | 16        | What Lies Beneath        | Pod povrchem           | Dwight Little    | námět: Damian Kindler a Phillip Iscove scénář: Damian Kindler  | 9. února 2015      | 26. října 2015             |
| 30           | 17        | Awakening                | Procitnutí             | Doug Aarniokoski | M. Raven Metzner                                               | 16. února 2015     | 2. listopadu 2015          |
| 31           | 18        | Tempus Fugit             | Čas běží               | Paul Edwards     | Mark Goffman                                                   | 23. února 2015     | 9. listopadu 2015          |

### Třetí řada (2015–2016)
| Č. v seriálu | Č. v řadě | Původní název              | Český název | Režie              | Scénář                                           | Premiéra v USA     | Premiéra v ČR (AXN HD) |
| ------------ | --------- | -------------------------- | ----------- | ------------------ | ------------------------------------------------ | ------------------ | ---------------------- |
| 32           | 1         | I, Witness                 |             | Peter Weller       | Albert Kim                                       | 1. října 2015      | 18. července 2019      |
| 33           | 2         | Whispers in the Dark       |             | Russell Fine       | M. Raven Metzner                                 | 8. října 2015      | 22. července 2019      |
| 34           | 3         | Blood and Fear             |             | Kate Dennis        | Damian Kindler                                   | 15. října 2015     | 23. července 2019      |
| 35           | 4         | The Sisters Mills          |             | Guillermo Navarro  | Heather V. Regnier                               | 22. října 2015     | 25. července 2019      |
| 36           | 5         | Dead Men Tell No Tales     |             | Russell Fine       | Sam Chalsen a Nelson Greaves                     | 29. října 2015     | 25. července 2019      |
| 37           | 6         | This Red Lady from Caribee |             | Olatunde Osunsanmi | Shernold Edwards                                 | 5. listopadu 2015  | 29. července 2019      |
| 38           | 7         | The Art of War             |             | Hanelle Culpepper  | Joe Webb                                         | 12. listopadu 2015 | 30. července 2019      |
| 39           | 8         | Novus Ordo Seclorum        |             | Russell Fine       | Leigh Dana Jackson                               | 19. listopadu 2015 | 24. září 2019          |
| 40           | 9         | One Life                   |             | Kate Dennis        | Albert Kim                                       | 5. února 2016      | 25. září 2019          |
| 41           | 10        | Incident At Stone Manor    |             | Dwight Little      | M. Raven Metzner                                 | 12. února 2016     | 26. září 2019          |
| 42           | 11        | Kindred Spirits            |             | Olatunde Osunsanmi | Heather V. Regnie                                | 19. února 2016     | 27. září 2019          |
| 43           | 12        | Sins of the Father         |             | Wendey Stanzler    | Damian Kindler                                   | 26. února 2016     | 30. září 2019          |
| 44           | 13        | Dark Mirror                |             | Sylvain White      | Sam Chalsen a Nelson Greaves                     | 4. března 2016     | 1. října 2019          |
| 45           | 14        | Into the Wild              |             | Paul Edwards       | Albert Kim                                       | 11. března 2016    | 2. října 2019          |
| 46           | 15        | Incommunicado              |             | Russell Fine       | Shernold Edwards a Heather V. Regnier            | 18. března 2016    | 3. října 2019          |
| 47           | 16        | Dawn's Early Light         |             | Paul Edwards       | Leigh Dana Jackson, Sam Chalsen a Nelson Greaves | 25. března 2016    | 7. října 2019          |
| 48           | 17        | Delaware                   |             | Marc Roskin        | Damian Kindler                                   | 1. dubna 2016      | 7. října 2019          |
| 49           | 18        | Ragnarok                   |             | Russell Fine       | M. Raven Metzner                                 | 8. dubna 2016      | 8. října 2019          |

### Čtvrtá řada (2017)
| Č. v seriálu | Č. v řadě | Původní název                | Český název | Režie             | Scénář           | Premiéra v USA  | Premiéra v ČR (AXN HD) |
| ------------ | --------- | ---------------------------- | ----------- | ----------------- | ---------------- | --------------- | ---------------------- |
| 50           | 1         | Columbia                     |             | Russell Fine      | Albert Kim       | 6. ledna 2017   | 9. října 2019          |
| 51           | 2         | In Plain Sight               |             | Marc Roskin       | Bryan Q. Miller  | 13. ledna 2017  | 10. října 2019         |
| 52           | 3         | Heads of State               |             | Kellie Cyrus      | M. Raven Metzner | 20. ledna 2017  | 11. října 2019         |
| 53           | 4         | The People v. Ichabod Crane" |             | Jim O'Hanlon      | Sam Chalsen      | 27. ledna 2017  | 14. října 2019         |
| 54           | 5         | Blood from a Stone           |             | Marc Roskin       | Theo Travers     | 3. února 2017   | 15. října 2019         |
| 55           | 6         | Homecoming                   |             | Jim O'Hanlon      | Joe Webb         | 10. února 2017  | 16. října 2019         |
| 56           | 7         | "Loco Parentis               |             | Russell Fine      | Zoë Green        | 17. února 2017  | 17. října 2019         |
| 57           | 8         | Sick Burn                    |             | Darnell Martin    | Joey Falco       | 24. února 2017  | 18. října 2019         |
| 58           | 9         | Child's Play                 |             | Michael Goi       | Francisca X. Hu  | 3. března 2017  | 21. října 2019         |
| 59           | 10        | Insatiable                   |             | Steven A. Adelson | Keely MacDonald  | 10. března 2017 | 22. října 2019         |
| 60           | 11        | The Way of the Gun           |             | Russell Fine      | Bryan Q. Miller  | 17. března 2017 | 24. října 2019         |
| 61           | 12        | Tomorrow                     |             | Marc Roskin       | Albert Kim       | 24. března 2017 | 25. října 2019         |
| 62           | 13        | Freedom                      |             | Russell Fine      | M. Raven Metzner | 31. března 2017 | 28. října 2019         |